# 22546 Шиклер
22546 Шиклер (22546 Schickler) — астероїд головного поясу, відкритий 24 березня 1998 року.
Тіссеранів параметр щодо Юпітера — 3,598.